# Олійникова Олександра Денисівна
Олекса́ндра Дени́сівна Олі́йникова (* 2001) — українська та хорватська тенісистка.

## З життєпису
Народилася 2001 року в Києві. Проживала в місті Одеса. Коли Олександрі було десять років, родина переїхала з України до Хорватії. Почала грати в теніс у віці п'яти років; віддає перевагу грунтовим кортам. Бере участь у турнірах ITF Women's World Tennis Tour, виграла чотири турніри в одиночному розряді та два в парному. Перший титул виграла 2018-го, ще тричі грала у фіналах.
2021 року вирішила повернути українське громадянство. 2022 року виграла свій другий титул ITF у кар'єрі.